# Кеннеди, Аллан
Аллан Стивен Кеннеди (род. 8 января 1958, Ванкувер, Британская Колумбия) — профессиональный игрок в американский футбол, нападающий «Сан-Франциско Форти Найнерс».

## Биография
Вырос в Вудленд-Хиллз, где учился в средней школе El Camino Real. Затем он поступил в Вашингтонский государственный университет, чтобы играть в футбол. В драфте НФЛ в 1981 году он был двести шестьдесят седьмым выбранным клубом «Вашингтон Редскинз», но подписал контракт в итоге с клубом «Сан-Франциско Форти Найнерс». В этом году он сыграл всего 3 игры. В 1982 году он не играл, но в 1983 году сыграл в каждом матче. В 1984 году, принесшем чемпионство «Сан-Франциско Форти Найнерс», Кеннеди пропустил только одну игру.